# Giampaolo Mazza
Giampaolo Mazza (Génova, 26 de febrero de 1956) es un exjugador de fútbol y exentrenador de la Selección de fútbol de San Marino. Es el entrenador que más tiempo ha mantenido su puesto en toda Europa, pues dirigió a la selección de San Marino desde 1998 hasta 2013.

## Carrera

### Como jugador
En la función de medio campo jugó en varios equipos italianos y de San Marino: Santarcangiolese, A.C. San Marino, Riccione, Cattolica, Forlimpopoli, Calcinelli, Serenissima, Murata, Tre Fiori, Cosmos.

### Selección nacional
Solo tiene la experiencia de jugar cuando esta selección no pertenecía ni a la UEFA, ni a la FIFA. Jugó en los Juegos Mediterráneos de Siria. Su primer partido con selección fue contra Canadá, partido que ganaron los norteamericanos 1-0.

### Como entrenador
Luego de su retiro, entre los equipos que entrenó están: San Marino Calcio (1989-90 y 1996-97), Riccione (1990-91), Riccione Asar (1993-96), Argentan (1997-98), Católica (2000-01), Misano (2001-03), Verucchio (2003-06), Cesenatico (2006-08), Verucchio (2008-2009), Riccione (2009-2010).
Desde 1998 y hasta 2013, Giampaolo Mazza fue el entrenador de la selección nacional de San Marino. A la cabeza de la Comisión Nacional obtuvo un empate 1-1 en un partido oficial. En Riga (Letonia) el 25 de abril de 2001 obtuvo un empate a uno contra la Letonia, y el 31 de julio de 2004 en el Estadio Olímpico de Serravalle la selección de San Marino ganó un partido a Liechtenstein por la mínima diferencia, gol convertido por Andy Selva, en la que cuenta como la única victoria de esta selección.
Durante el tiempo que ocupó la posición de entrenador, fue el director técnico de diversos clubes, el último de estos la juventud de FSGC.

## Enlaces Externos
- Ficha de Giampaolo Mazza en National-Football-Teams.com (en inglés)

- Datos: Q723734